# Ellen Dubin
Pour les articles homonymes, voir Dubin.
Ellen Dubin est une actrice canadienne née à Toronto, en Ontario (Canada) un 27 août.

## Filmographie

### Cinéma et télévision
- 1990 : Personals (TV) : Officer Andretti
- 1990 : Lantern Hill (TV) : Charlotte Simpson
- 1991 : The Big Slice : T.V. Reporter
- 1991 : Un bébé à bord (Baby on Board) : Saleslady
- 1991 : Plaidoyer pour une victime (False Arrest) (TV) : Judy McKinney
- 1991 : Abraxas, Guardian of the Universe (en) de Damian Lee : First Waitress
- 1992 : L'Assassin au fond des bois (In the Deep Woods) (TV) : Manager #2
- 1992 : Force de frappe (Counterstrike) (série télévisée) : Cindy
- 1993 : Secret Service (série télévisée) : Indigo
- 1993 : Cold Sweat : Louise
- 1993 : Survive the Night (TV) : Sergeant
- 1993 : Shameful Secrets (TV) : Counselor #1
- 1994 : Tammy and the T-Rex : Helga
- 1995 : Meeting the Crisis (série télévisée) : Jennifer
- 1995 : Women of the House (série télévisée) : Woman
- 1995 : Deadly Whispers (TV) : Susan Banks
- 1995 : Scanner Cop II : Cop #1
- 1995 : La Donneuse (The Donor) : Sue
- 1995 : Le Justicier des ténèbres (Forever Knight) (série télévisée) : Ingrid Marr
- 1996 : Sealed with a Kiss (TV) : Jasmine
- 1996 : Disparue dans la nuit (Gone in the Night) (TV) : Mary Ann Brown
- 1996 : Un tandem de choc (Due South) (série télévisée) : Miss Sheldrake
- 1997 : Balls Up (TV) : Tracy
- 1997 : Never Too Late : Carolyn
- 1997 : Lexx (Lexx: The Dark Zone) (série télévisée) : Giggerota
- 1998 : First Wave (série télévisée) : Sarah Washburne
- 1998 : Pacific Blue (série télévisée) : Gretchen Marx
- 1999 : L'Immortelle (Highlander: The Raven) (série télévisée) : Crysta
- 1999 : Killer Deal (TV) : Lisabeth Parker
- 1999 : La Nouvelle Famille Addams (The New Addams Family) (série télévisée) : Ma Addams
- 2000 : Seul avec son double (Alone with a Stranger) : Wendy
- 2000 : Invasion planète Terre (Earth: Final Conflict) (série télévisée) : Shelley George
- 2000 : Best Actress (TV) : Fatima
- 2000 : Robocop 2001 - Directives prioritaires: La justice de l'ombre (RoboCop: Prime Directives) (feuilleton TV) : Sandra Smyles
- 2001 : Sydney Fox, l'aventurière (Relic Hunter) (série télévisée) : Jacqueline Reed
- 2002 : Tracker (série télévisée) : Abby Swenson
- 2002 : Lexx (série télévisée) : Giggerota
- 2002 : Nous n'irons plus au bois (All Around the Town) (TV) : Carla Hawkins aka Opal
- 2002 : À l'épreuve des flammes (Wildfire 7: The Inferno) (TV) : Jo Jo
- 2002 : Tunnel (vidéo) : Megan
- 2003 : Aventure et Associés (Adventure Inc.) (série télévisée) : Dr. Leah Kelly
- 2003 : Les Aventuriers des mondes fantastiques (A Wrinkle in Time) de John Kent Harrison : Aunt Beast
- 2003 : Starhunter (en) (série télévisée) : Father Abode
- 2003 : La Colère du ciel (Lightning: Bolts of Destruction) (TV) : Gail
- 2004 : Strange Days at Blake Holsey High (série télévisée) : Coach Carson
- 2004 : Napoleon Dynamite : Ilene
- 2004 : Mutant X (série télévisée) : Dr. Robinson
- 2004 : The Murdoch Mysteries (série télévisée) : Olive Foy
- 2005 : Une vie dans l'oubli (Lies and Deception) (TV) : Charlotte Porter
- 2005 : Young Blades (série télévisée) : Clementine, Duchess de Bobigny
- 2005 : Puppets Who Kill (série télévisée) : Miss Gardenia
- 2005 : Dead Zone (The Dead Zone) (série télévisée) : Callie Fallon
- 2005 : Swarmed (TV) : Ellie Martin
- 2006 : Le Messager des ténèbres (The Collector) (série télévisée) : Jeri Slate
- 2006 : Si près de moi ! (Murder in My House) (TV) : Claire
- 2006 : The Jane Show (série télévisée) : Marian
- 2006 : Deux mariages de trop (The Wives He Forgot) (TV) : Gwen
- 2006 : Hank William's First Nation (série télévisée) : Amanda Jenkins
- 2007 : Abducted: Fugitive for Love (TV) : Stephanie Baker
- 2007 : Blood Ties (série télévisée) : Felicia
- 2008 : Mon protégé (A Teacher's Crime) (TV) : Anne Libby
- 2008 : Bull : Dr. Piri
- 2009 : Lost and Found : Lise
- 2010 : Quand l'amour ne suffit plus : L'Histoire de Lois Wilson (When Love Is Not Enough: The Lois Wilson Story) (TV) : Dora
- 2021 : The Desperate Hour de Phillip Noyce : sergent Brandt

### Jeux vidéo
- 2011 : The Elder Scrolls V: Skyrim : plusieurs personnages (voix)